# 高一斌
高一斌（1962年10月9日—），男，江苏滨海人，中国政治人物，曾任财政部会计司司长。

## 生平
1980年9月至1984年7月，就读于中央财政金融学院会计系工业会计专业。毕业后进入财政部会计事务管理司工作，历任副主任科员、主任科员、副处长、综合处处长、会计人员管理处处长、副司长。2007年初，任北京国家会计学院院长。2015年5月，任财政部会计司司长。2020年，任中央企业专职外部董事。

## 企业兼职
- 酒鬼酒股份有限公司独立董事（2008年6月－2011年6月）
- 中国通用技术（集团）控股有限责任公司外部董事（2020年12月－2023年11月）
- 中国航天科工集团有限公司外部董事（2020年12月－2023年2月）
- 中国融通资产管理集团有限公司外部董事（2023年2月－）

## 社会兼职
- 中国注册会计师协会非执业会员
- 中国会计学会常务理事（2002年－）
- 中国会计学会副会长（2007年－）
- 财政部会计准则委员会主任
- 财政部内部控制标准委员会委员、秘书长（2017年2月－）
- 财政部财政科学研究所硕士生导师